# Vince Clarke
Vince Clarke, születési néven Vincent John Martin, (London, South Woodford, 1960. július 3. –) brit zenész, dalszövegíró. Több zenekarban is közreműködött, mint a Depeche Mode, a Yazoo, a The Assembly és az Erasure.

## Korai évek
Családja egyike volt annak a több ezernek, amelyeket az olcsó lakás és a munkalehetőség vonzott Basildonba. Édesapja Dennis Martin, aki agárversenyekkel kapcsolatos fogadásszervező volt, édesanyja, Rose, varrónőként dolgozott.
Gyermekként egyáltalán nem érdekelte a zene, zenei képzését nem a billentyűkön való ujjtáncoltatás, hanem sokkal hamarább a húrok megszólaltatása indította el. Kezdetben hegedűleckéket vett, később klarinétozni, fuvolázni tanult, de ettől különlegesebbet akart dobni életében. Gitárra váltott- még mindig nem lehetett tudni, hogy valamikor a világ egyik legjobb szintetizátorosa lesz, kinek keze alatt minden arannyá változik majd. Legjobb barátjával, és későbbi zenésztársával, Andrew Fletcherrel a metodista Szent Pál-templom kórusában ismerkedett meg. Meg is alakították a hetvenes évek első ősi, Depeche Mode felállását, a Cure-ra kísértetiesen hasonlító No Romance in China-t. Mialatt megtették első tétova zenei lépéseiket, Martin Lee Gore már nagyon is aktívan zenélt. Az, hogy bevették az együttesbe, javarészt annak volt köszönhető, hogy neki már volt szintetizátora, míg a többieknek nemigen telt rá. Vince mindig is kilógott a többiek közül a sorból, mentalitása többek között mindig is ambiciózusabb volt, mint társaié.
Érettségi után főiskolára ment, hogy több pénze legyen majd diplomával hangszereket vásárolni. Azt azonban egy év után otthagyta, és egy repülőtéren volt kénytelen dolgozni, mint kisegítő.

## Karrier
Nem sokkal később hárman megalapították a Composition of Soundot, amihez csatlakozott Dave Gahan. Szükség volt egy frontemberre, Vince pedig nem igazán szerette betölteni ezen feladatkört. Ezért is szorgalmazta Gahan meghallgatását, majd bevételét a csapatba. Mint minden kezdet, így Clarke karrierje is csak nagyon nehezen kezdett beindulni. A sanyarú életkörülményei arra késztették, hogy munkanélküli segélyért folyamodjon, hogy barátaival fenn tudjon tartani egy önkormányzati albérletet, harmadmagával. Innen a névváltoztatás: el akart kerülni kínos felelősségre vonásokat. Segélyen volt még ekkor is, amit tovább akart kapni. Egy amerikai DJ, Dick Clarke után kölcsönözte új vezetéknevét.
Ezek után hajlott el a zenekar a gitár felől a szintetizátorokhoz. Mivel úgy vélték, minden egyes gitár riff hasonlít egymásra, és a zongora kifejezőbb. Valójában sok kislemez született az 1981-ig terjedő időszakban, albumból azonban csak egyetlenegy, a Speak&Spell, a távozása az együttesből már küszöbön állt. Ettől függetlenül több olyan örökzöldnek mondható szám született meg ebben az időszakban, mint mondjuk a New Life, a Tora!Tora!Tora!, vagy a Just Can't Get Enough. A szakítás okairól megoszlanak a vélemények, egyesek szerint azért romlott meg a kapcsolat, mert Vince egymaga akarta irányítani a stúdiómunka nagy részét, a többiek véleményének meghallgatása nélkül. Azonban a hihetőbb változat szerint konfliktusba keveredett Martin Lee Gore-ral, vitájuk témája pedig az volt, hogy ki is legyen a számok megkomponálója, megírója. Vince valószínűleg eleve utálta a turnézást, és azt sem nézhette jó szemmel, hogy a Depeche Mode köztulajdonná vált. Vitatott, hogy áldás volt-e ez a részükre vagy sorscsapás, azonban az biztos, hogy Martin nagyon jól járt, lévén ő is megcsillanthatta zeneszerzői tehetségét.
Kilépése után csatlakozott Alison Moyet-hez, aki szintén iskolatársa volt. Ketten megalapították a tiszavirág életű, mégis nagyon sikeres Yazoo együttes formációját. Bár mindössze két albumot adtak ki, ettől függetlenül olyan slágerek származnak tőlük, mint a Don't go, az Only You, vagy a Situation. A Yazoo 1983-ban bomlott fel, mivel Moyet szólókarrierbe kezdett.
Rövidke egyéves kitérő után, amelyben többek között a The Assembly együttes felvirágoztatásában játszott szerepet, a Melody Maker hasábjain keresztül rátalált partnerére, Andy Bellre, aki már korábban is rajongott projektjeiért. Megalakították az Erasure-t, amely aztán meghozta nekik a világraszóló, átütő sikert. Az együttes ma is aktív, amely a pimasz ABBA-feldolgozásokon túl többek között az Oh l'amour, a Sometimes, Victim of love, Ship Of Fools, A little respect, Stop!, Drama!, Chorus, Love to hate you, Always című számokat adta a világnak.
Clarke tehetsége elismeréseként több, világszerte is elismert cég vagy vállalat zenésze lett. Ezek többnyire reklámzenék, illetve intrók készítésével bízták meg, mint például a BP, Ogilvy & Mather, Amnesty International, BBC, Museum of London.

## Magánélet
Clarke 2004 óta nős. Felesége Tracey Hurley, egy fiúgyermekük van, Oscar.